# Matt Cardle
Matthew Sheridan Cardle (født 15. april 1983 i Southampton), bedre kendt som Matt Cardle, er en engelsk pop rock-sanger og sangskriver. Han vandt syvende sæson af X Factor i Storbritannien i 2010. Vindersinglen "When We Collide" gik direkte ind som #1 i Storbritannien og Irland, og blev den anden bedst-sælgende single i Storbritannien i 2010. Efterfølgende skrev han kontrakt med Simon Cowells Syco Music i et samarbejde med Columbia Records.